# Cimitero militare monumentale di Arsiero
Il cimitero militare monumentale di Arsiero, in provincia di Vicenza, rappresenta uno dei pochi cimiteri di guerra edificati in pianura rimasti dopo la loro costruzione durante la guerra del 1915-1918.
Il cimitero di Arsiero si distingue dagli altri 4 principali sacrari della provincia di Vicenza (il sacrario militare di Asiago, il sacrario militare del monte Grappa, l'ossario del Pasubio e l'ossario del monte Cimone), in quanto non è costituito solamente da un semplice ossario, ma questo è contenuto all'interno di un sito cimiteriale molto più grande e strutturato, appunto il cimitero militare monumentale.

## Premessa
La maggior parte dei cimiteri di guerra sparsi nella valle dell'Astico e nelle montagne che la sovrastano, fulcro dei combattimenti italo-austroungarici della prima guerra mondiale, non resistettero a lungo: molti di questi vennero smantellati a seguito della traslazione delle salme in grandi monumenti-ossari, altri cimiteri scomparvero ancora durante la guerra a seguito dei bombardamenti che interessarono la zona. Il cimitero di Arsiero rappresenta quindi uno dei pochi esempi di cimitero militare rimasti in zona e costituisce oggi un monumento di interesse storico-culturale.

## Storia
Durante la guerra Arsiero ebbe un piccolo e rozzo cimitero militare sopra l'abitato, alle pendici del monte Caviojo. Dopo la guerra, invece, il cimitero venne decorosamente sistemato accanto al cimitero civile e gli fu conferito un carattere di severa monumentalità attraverso la realizzazione di un ingresso architettonico di grandi dimensioni, una recintazione e delle paline di marmo con fondazioni di calcestruzzo per ciascuna tomba.
Dopo la visita del Principe Umberto di Savoia avvenuta nel 1929, il cimitero venne ufficialmente inaugurato il 19 ottobre 1930 alla presenza di Filiberto Ludovico di Savoia, duca di Pistoia. Meta di continui pellegrinaggi, il cimitero accoglie le spoglie dei soldati caduti nel settore Astico-Posina, qui portate dai piccoli cimiteri militari e civili di Brancafora, Forni, Fusine, Malo, Valpegara ed una parte delle salme dei cimiteri di Posina, Pedescala, Marano Vicentino, Piovene Rocchette, Sandrigo e Tonezza.
Sono 2.223 le salme dei soldati contenute nel cimitero, di cui 1.129 ignote (403 italiani e 726 austro-ungarici) riuniti nel monumento centrale costruito nel 1925 per iniziativa dei combattenti di Arsiero, a fianco della chiesetta quattrocentesca di Santa Maria dell'Angiadura, in gran parte ricostruita dalle rovine della guerra. Alle salme sepolte nel primo dopoguerra se ne aggiunsero altre 28, rinvenute nel novembre 1953 a quota 1.779 del monte Coston d'Arsiero.
Nel 1943, nel bel mezzo della seconda guerra mondiale il cimitero venne spogliato delle cancellate in ferro, le quali furono ripristinate solo nel dopoguerra e, più precisamente, nel 1981, in occasione del 60º anno del soldato ignoto, mediante un'opera di riordino del complesso cimiteriale voluto dalle autorità locali. Nel 2010 con gli onori militari furono sepolte dieci salme di soldati, nove italiani e un austriaco recuperate negli ultimi anni. Presente un picchetto di alpini, ciascuno recante una cassetta con le ossa di un corpo, e il col.Fiore responsabile di Onorcaduti. I corpi erano stati ricomposti individualmente dal LABANOF, il Laboratorio di Antropologia e Odontologia Forense dell'Università di Milano.

## Monumenti e luoghi d'interesse all'interno del cimitero
Oltre la soglia dell'imponente cancello in ferro, situato all'ingresso del cimitero, vi è l'area cimiteriale, strutturata a croce greca e delineata da file parallele ove sono disposte le lapidi, si individuano quattro monumenti principali e di pregnanza culturale:
- ara votiva
- la tomba della medaglia d'oro Pietro Marocco
- il Cristo mutilato di Arsiero
- Santa Maria Vergine dell'Angiadura

L'ara votiva fu costruita nel 1925 prima dell'inaugurazione del cimitero militare monumentale per iniziativa della locale sezione Combattenti; il monumento fu costruito al centro del cimitero e comprende l'ossario sul quale, sorretta da quattro colonne, spicca la lampada votiva. L'ossario raccoglie le spoglie di 403 italiani e 726 austro-ungarici sconosciuti, raccolte nei vicini campi di battaglia.
Alla base del monumento spicca la scritta:
"Sotto questo monumento 403 italiani e 726 austriaci sconosciuti affratellati nella morte riposano in Dio".
La tomba della medaglia d'oro Pietro Marocco è posta all'estremità sud, rispetto al cancello d'ingresso, della struttura a croce greca ed è contornata da cipressi. Il giovane aspirante ufficiale del 159º Reggimento Fanteria, proveniente da Milano, fu prescelto per il suo noto coraggio quando durante un combattimento fu colpito all'inguine e morì per aver sostituito un compagno ferito sotto il fuoco nemico. Da allora il suo nome viene sempre ricordato durante la giornata dell'Unità Nazionale e delle forze armate e da lui ha preso il nome l'omonimo istituto comprensivo di primo grado di Arsiero.
Il Cristo mutilato è collocato in una teca a croce luminosa (nell'inferriata più centrale e ricca rispetto alle altre). Il Crocefisso, che ha la sola parte centrale, portante il corpo del Redentore, privo delle braccia e di un piede, si trovava, allo scoppio della guerra 1915-1918, nella chiesa arcipretale di Arsiero. Durante la Strafexpedition, la chiesa venne squarciata dalle granate nemiche e il paese occupato dagli austriaci. Dopo un furioso bombardamento il sacro cimelio del Cristo fu ritrovato con le braccia mozzate e ridotto ad un moncone. Esso fu raccolto religiosamente e portato al comando dei carabinieri. Il Cristo Mutilo di Arsiero fu, da allora, custodito per circa 35 anni dall'arsierese don Giuseppe Busato, la cui famiglia ne fece dono ai fanti di Arsiero, ragion per cui fu collocato all'interno del cimitero militare monumentale.
Santa Maria Vergine dell'Angiadura fu la prima chiesa parrocchiale di Arsiero. Secondo antichi manoscritti la pittoresca chiesetta quattrocentesca fu consacrata l'8 dicembre 1511. Vi si accede tramite un viale fiancheggiato da cipressi e costituisce parte integrante del cimitero civile, il quale comunica con il cimitero militare monumentale (altresì detto Cittadella dei morti) attraverso un'ampia gradinata.
La chiesa fu ampiamente danneggiata dai bombardamenti della prima guerra mondiale, ma in seguito riparata. Il santuario di Santa Maria è molto amato dagli arsieresi; vi si celebrano, infatti, le cerimonie religiose nelle sagre del paese del 15 agosto e dell'8 settembre, oltre che funerali di rito.

## Festività ed eventi
Un recente evento di fondamentale importanza per il cimitero militare monumentale di Arsiero è stato il 16º incontro italo-austriaco della pace a ricordo dei caduti e delle vittime civili della Grande guerra, ideato da Mario Eichta ed attuato in collaborazione con il Comune di Arsiero. Il tutto si è svolto, all'interno del cimitero, il 5 ottobre 2008, alla presenza di numerose delegazioni ufficiali sia italiane che austriache. Per ricordare l'evento, la Croce Nera d'Austria ha dedicato la copertina del proprio organo ufficiale semestrale al cimitero militare di Arsiero.
Inoltre, ogni anno, durante la cerimonia del 4 novembre, in occasione della Giornata dell'Unità Nazionale e delle Forze Armate viene eretto un altare e celebrata messa di fronte all'ara votiva, ove partecipano esponenti delle forze armate locali assieme ad una piccola delegazione austriaca per commemorare insieme i propri eroi di guerra.